# 佐藤卓矢
佐藤 卓矢（さとう たくや、男性）は、1990年代から2002年まで活動した日本のラジオ番組ディレクター。愛称は「さとDue」。東京の制作会社メロディパークプランニング所属であった。

## 来歴
1970年前後の生まれで北海道弟子屈町出身。20歳代前半にして声優やアニメ情報のラジオ番組を手掛け、2000年前後のいわゆる声優ブーム・アニラジブームを支えた重要人物の一人である。裏方ながら自身も出演をしたり、雑誌に連載を持つなど露出型のディレクターとして人気も高かったが、2002年9月、突如複数のラジオ局との契約解除されて以降ラジオ番組の現場に登場していない。これについて、「1314Vステーション」公式BBSにおいて製作スタッフにより詳細報告ががあったがすぐに管理人により削除されている。

## 人物

### アニラジブーム
1314 V-STATION枠の番組など、関西のAMラジオ局製作のアニラジを担当することが多く、自らも番組に出演することもある。
おたっきぃ佐々木とともに、それぞれ関東・関西を代表するディレクターと評される名物ディレクターである。その人気ぶりは、公開録音の際にパーソナリティを差し置いてディレクターである彼に声援を送る女性ファンが多数見られたほど。
手掛けた番組の中には、局内全体の中でも聴取率1位2位を争う人気番組も多々あり、中でも1996年から1998年にかけて放送された『同級生恋愛専科』はビデオリサーチ社による聴取率調査で、ラジオ大阪では第1位、文化放送では第2位を記録した。
大酒飲みであることが瞳と光央の爆発ラジオ番組CDのパンフレットに記載されている。ラジオ番組以外に、『声優グランプリ』や『アニラジグランプリ』の付録CDやラジオCMも担当していた。

### 制作スタイル
ラジオ番組制作に強いこだわりを持つ佐藤は、出演者が本音を語りかけることや現場のリアル感を大切にすることなどから完パケを基本方針として掲げており、担当番組の多くはこの方法で収録された。声優の神谷明は、かつてパーソナリティを務めていた『神谷明のときめきシティハンター』の番組内で佐藤の人となりについて、「何があっても絶対に収録を止める事も編集する事も本当にしない人。」と語っている。

### バファローズファン
子ども時代に初めて買ってもらった野球帽がきっかけで大の大阪近鉄バファローズファンであり、ラジオ大阪バージョンの國府田マリ子のGM内で『勝手に猛牛党』という自身の担当コーナーを持っていた。
超機動放送アニゲマスター最後の担当回では、『さとDue、大いに語る』というテーマのフリートークタイムが与えられた。そこで番組からの卒業記念品として、大阪近鉄バファローズの赤堀元之からの卒業祝いのメッセージテープが放送され、「（ライオンズびいきの）文化放送なのに、やっていいの？」と言いながらも赤堀からのメッセージに感激していた。
これは、後任の番組ディレクターと当時のADが大口豊と川口泰三という『ノン子とのび太のアニメスクランブル』の担当ディレクターだった事と、偶々放送週に大阪近鉄バファローズと西武ライオンズ（現・埼玉西武ライオンズ）の試合があり、ベンチリポーターがアニメスクランブルのパーソナリティである長谷川のび太だった縁で実現した。

## 担当番組

### AMラジオ
- 國府田マリ子のGAME MUSEUM・國府田マリ子のGM（ラジオ大阪、1993年～2002年9月）
- TV Game Radions V3TV GAME RADIONS（ラジオ大阪、1994年～1996年）
- 同級生恋愛専科（文化放送、1996年～1998年）
- 木村亜希子のBASARAナイト（文化放送）
- 木村亜希子 恋愛候補生East（文化放送）
- 瞳と光央の爆発ラジオ（ラジオ大阪、1996年10月～2000年3月）

※降板以降も番組自体は2001年3月まで継続。
- 超機動放送アニゲマスター（文化放送、1997年〜1999年3月）

※降板以降も番組自体は2004年3月まで継続。
- 川澄綾子+飯塚雅弓=恋愛候補生（ラジオ大阪、1997年）
  - 恋愛候補生West（ラジオ大阪、1998年）
- 豊嶋真千子Earthly Paradise（ラジオ大阪）
  - 豊嶋真千子・岩田光央 アスパラFUN!!（ラジオ大阪、2001年～2002年9月）

※降板以降も番組自体は2003年9月まで継続。
- 中川亜紀子LUCKY FARM（東海ラジオ、1997年～1999年）
- mamiのRADIかるコミュニケーション（東海ラジオ、1998年10月18日～2000年8月27日）

※降板以降も番組自体は2009年10月まで継続。なお、番組開始は1984年10月。
- ラジオ最遊記〜笑ってSO-ICHIRO〜（TBSラジオ、1999年10月14日〜2001年3月31日）
- 岩田光央と???のVナビ（ラジオ大阪、2001年）

### BSデジタルラジオ
- 井上喜久子のおさかなラジオ（BSQR489、2000年～2002年）